# Beatrice Armstrong
Beatrice Armstrong (n. 11 ianuarie 1894, Middlesex, Anglia, Regatul Unit al Marii Britanii și Irlandei – d. 12 martie 1981, Frinton-on-Sea, Anglia, Regatul Unit) a fost o săritoare în apă ce a reprezentat Regatul Unit al Marii Britanii și al Irlandei de Nord, medaliată olimpică. A participat la două ediții ale Jocurilor Olimpice (1920, 1924) în care a câștigat o medalie de argint.